# Clénay
Clénay és un municipi francès, situat al departament de la Costa d'Or i a la regió de Borgonya - Franc Comtat. L'any 2007 tenia 817 habitants.

## Demografia

### Població
El 2007 la població de fet de Clénay era de 817 persones. Hi havia 281 famílies, de les quals 42 eren unipersonals (19 homes vivint sols i 23 dones vivint soles), 73 parelles sense fills, 154 parelles amb fills i 12 famílies monoparentals amb fills.
La població ha evolucionat segons el següent gràfic:
Habitants censats

### Habitatges
El 2007 hi havia 309 habitatges, 288 eren l'habitatge principal de la família, 3 eren segones residències i 18 estaven desocupats. 303 eren cases i 6 eren apartaments. Dels 288 habitatges principals, 252 estaven ocupats pels seus propietaris, 30 estaven llogats i ocupats pels llogaters i 7 estaven cedits a títol gratuït; 5 tenien dues cambres, 9 en tenien tres, 45 en tenien quatre i 229 en tenien cinc o més. 253 habitatges disposaven pel capbaix d'una plaça de pàrquing. A 79 habitatges hi havia un automòbil i a 200 n'hi havia dos o més.

### Piràmide de població
La piràmide de població per edats i sexe el 2009 era:
| Homes | Edats   | Dones |
| ----- | ------- | ----- |
| 0     | 95 o +  | 0     |
| 0     | 90 a 94 | 0     |
| 0     | 85 a 89 | 0     |
| 0     | 80 a 84 | 0     |
| 8     | 75 a 79 | 8     |
| 0     | 70 a 74 | 4     |
| 12    | 65 a 69 | 0     |
| 8     | 60 a 64 | 16    |
| 20    | 55 a 59 | 4     |
| 28    | 50 a 54 | 32    |
| 32    | 45 a 49 | 36    |
| 24    | 40 a 44 | 20    |
| 28    | 35 a 39 | 28    |
| 20    | 30 a 34 | 20    |
| 16    | 25 a 29 | 20    |
| 24    | 20 a 24 | 28    |
| 48    | 15 a 19 | 16    |
| 40    | 10 a 14 | 8     |
| 20    | 5 a 9   | 20    |
| 4     | 0 a 4   | 12    |

## Economia
El 2007 la població en edat de treballar era de 555 persones, 446 eren actives i 109 eren inactives. De les 446 persones actives 432 estaven ocupades (216 homes i 216 dones) i 14 estaven aturades (8 homes i 6 dones). De les 109 persones inactives 38 estaven jubilades, 39 estaven estudiant i 32 estaven classificades com a «altres inactius».

### Ingressos
El 2009 a Clénay hi havia 308 unitats fiscals que integraven 882 persones, la mediana anual d'ingressos fiscals per persona era de 24.173 €.

### Activitats econòmiques
Dels 14 establiments que hi havia el 2007, 1 era d'una empresa de fabricació de material elèctric, 4 d'empreses de construcció, 2 d'empreses de comerç i reparació d'automòbils, 1 d'una empresa d'hostatgeria i restauració, 1 d'una empresa d'informació i comunicació, 1 d'una empresa financera, 2 d'empreses de serveis, 1 d'una entitat de l'administració pública i 1 d'una empresa classificada com a «altres activitats de serveis».
Dels 5 establiments de servei als particulars que hi havia el 2009, 1 era un taller de reparació d'automòbils i de material agrícola, 2 guixaires pintors, 1 fusteria i 1 lampisteria.
L'any 2000 a Clénay hi havia 5 explotacions agrícoles.

## Equipaments sanitaris i escolars
El 2009 hi havia una escola elemental.

## Poblacions més properes
El següent diagrama mostra les poblacions més properes.